# Cala Fustán
Cala Fustán (o cala Fustam, en catalán) es una pequeña bahía natural que se encuentra en el suroeste de la isla española de Menorca, en el municipio de San Cristóbal.

## Descripción
Es una cala de arena blanca y aguas azul turquesa, pero por su difícil acceso no es muy visitada. Es similar a la cala Escorxada, aunque más pequeña.

## Acceso
Es la siguiente cala después de cala Escorxada viniendo desde Binigaus.

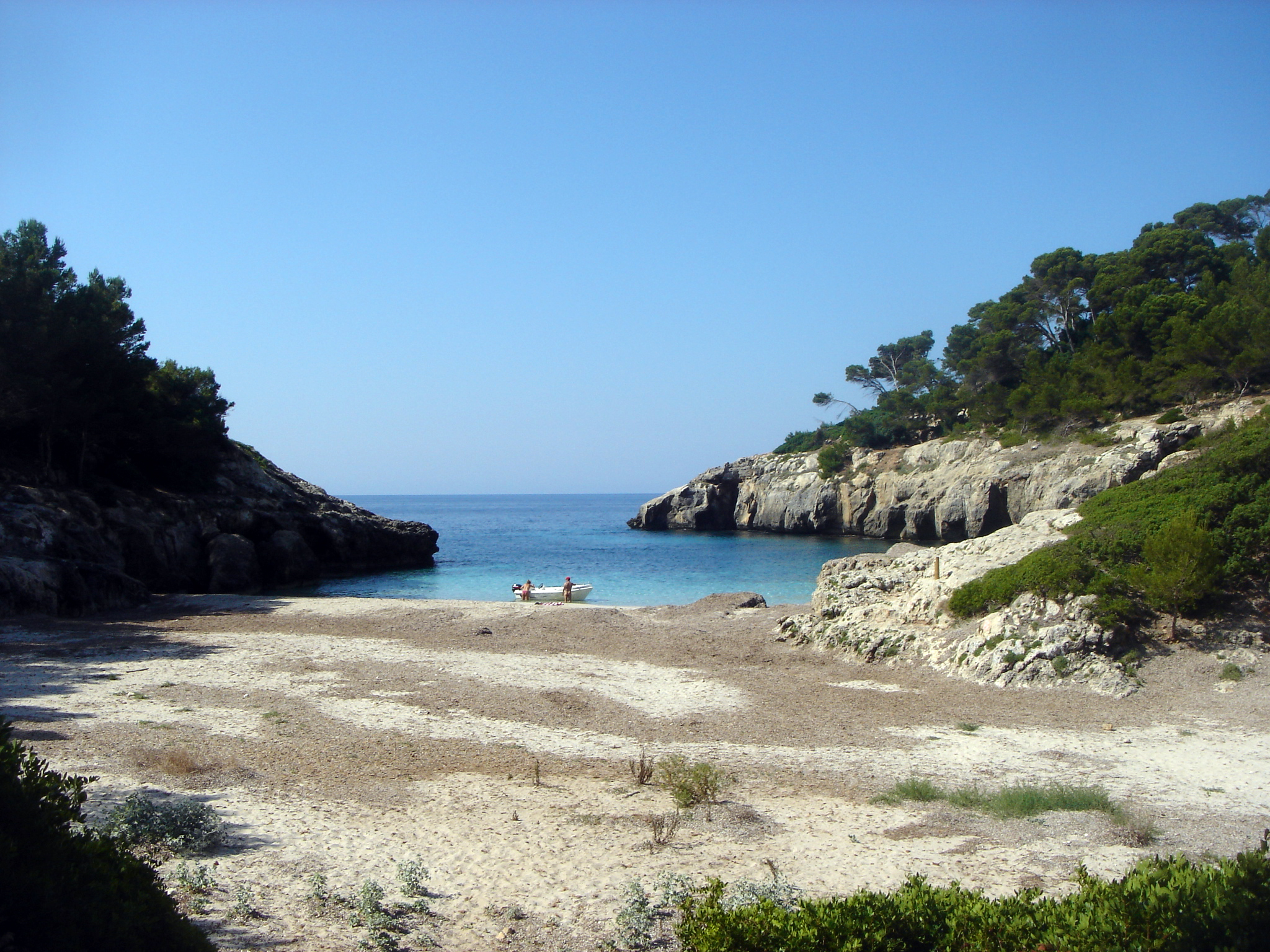
Cala Fustán.